# Rhaphuma puncticollis
Rhaphuma puncticollis är en skalbaggsart som beskrevs av Holzschuh 1992. Rhaphuma puncticollis ingår i släktet Rhaphuma och familjen långhorningar. Inga underarter finns listade i Catalogue of Life.